# 新媒體閱聽行為研究實驗室
新媒體閱聽行為研究實驗室（英語：New Media User Lab）是由雲端暨聯網電視論壇與資訊工業策進會發起成立的使用者閱聽行為研究平台。

## 歷史沿革
2013年3月4日，正式成立新媒體閱聽行為研究實驗室

## 網路平台會員
申請成為網站平台會員，即可獲得實驗室定期提供的最新收視分析及媒體趨勢研究報告。目前平台收視報告基於公共利益和學術目的，僅提供給參與實驗室的成員。申請單位多為學術研究機構、電視台、內容業者、媒體代理商等。
目前平台的資料由凱擘、台固媒體、新永安有線電視、聯維有線電視、寶福有線電視、瑞旭科技等數位電視用戶閱聽行為資料彙集而來。
| - 工研院 - 中視 - 中嘉 - 互動國際數位 - 台固媒體 - 台灣數位光訊 - 兆赫電子 - 宇瞻科技 - 安吉斯媒體集團 | - 旺中寬頻 - 聯合報系金傳媒集團 - 城邦文化 - 陸華應用科技 - 凱擘 - 壹電視 - 敦陽科技 - 智邦科技 - 雲廣科技 | - 新永安有線電視 - 瑞軒科技 - 資策會 - 電信技術中心 - 遠傳電信 |

## 外部連結
- 官方網站[永久]